# Bajo Huala
Bajo Huala es un caserío peruano ubicado en el distrito de Frías, perteneciente a la provincia de Ayabaca del departamento de Piura, al norte del Perú.

## Ubicación
Bajo Huala se ubica al suroeste de la provincia de Ayabaca, en el distrito de Frías, en el departamento de Piura.

## Demografía
En 2017 Bajo Huala tenía una población de 203 habitantes.
| Gráfica de evolución demográfica de Bajo Huala entre 1993 y 2017 |
|                                                                  |
| Fuentes: Población 1993 (junto con Centro Huala) y 2017          |